# ساكازوكي
ساكازوكي أو الملقب بأكاينو هو أحد شخصيات ومانغا ون بيس، وهو أحد أدميرالات البحرية قبل السنتين، ويعتبر أحد أقوى شخصيات أنمي ون بيس، وهو أدميرال الأسطول الحالي بعد أن تقاعد سينجوكو، وقد تم ذكره أول مرة من قبل نيكو روبين عند لقائهم الأول بالأدميرال أوكيجي، ولكن في الأنمي تم ذكره أول مرة من قبل نائب الأدميرال جوناثون الذي لم يظهر في المانغا، وأكاينو هو قاتل قبضة النار بورتغاس دي إيس.

## مظهره
له وجه مربع، وتجاعيد في الوجه خاصة حول العينين، مع تجويف الخدين، لديه معطف البحرية كالباقين ويجعله أيضًا فضفاضًا دون إدخال اليدين، ويتميز بالقبعة التي يرتديها دائمًا، يخفي وجهة بثني القبعة، يرتدي قميص قرمزي مثني مليء بالورود المرسومة، ووردة في الجانب الأيسر من الصدر، وخلافا عن باقي مشاة البحرية فهو أنيق. لا يرتدي ربطة عنق، عوضًا عن ذلك يترك القميص مفتوح ليُظهر صدره والوشم الأسود الذي يتواجد في الجهة اليسرى، ويغطي كلا من عنقه لصدره، وهو طويل القامة كباقي الأدميرالات، أوكيجي وكيزارو. قبل عشرين عاما كان يرتدي قبعة بسيطة تحت غطاء أبيض رمادي داكن.

## شخصيته
أكاينو هو الأكثر تشبثًا بالعدالة المطلقة، لا يعرف الرحمة ولا شفقة، كان من بين الأدميرالات الثلاث قبل السنتين، كانت لهجته قويّة جدًا. تصرفاته صارمة وقاتلة، وخير برهان تدميره لسفينة تؤوي الأبرياء في أوهارا، طبعًا بحجة إمكانية تسلل أحد العلماء في تلك السفينة، حتى أوكيجي وصفه بالمجنون لمبالغته في عمله، أكاينو يأخذ موقف المتطرف، وتصل إلى القتل لمن لا يوافقه في وجهة نظره. وكان سيقتل كوبي لأنه حاول وقف الحرب، إضافة إلى ذلك فهو لا يتعاطف مع جنود البحرية أبدا، وشعاره «من لا يستطيع الموت من أجل العدالة لا يستحق أن يكون من البحرية».
وبالرغم من كونه أدميرال، إلا أنه مستعد للكذب والخداع من أجل الوصول للنتائج المرجوة، أي خداع الخصم (مثل ما فعل سكواردو فجعله يطعن أباه اللحية البيضاء، عندما أخبره أن آيس ابن الشخص الذي يُكن له الحقد غول دي روجر), وأيضًا استخدم طرق الإهانة والسخرية (كما فعل مع اللحية البيضاء، عندما سخر منه). قبل عشرين سنة، شارك الأدميرال أكاينو في إبادة جزيرة أوهارا، طبعًا في الباستركول، في ذاك الوقت كان نائب الأدميرال فقط، وكان لا يزال يستخدم اسمه الحقيقي ساكازوكي.
خلال هذه العملية، أظهر أكاينو نوعًا من العدالة العنيدة، لأن في رأيه يجب أن تكون العدالة مطلقة، فمجرد لحظة تردد قد تؤدي إلى عواقب وخيمة. وقد ظهر هذا عندما دمر السفينة التي تؤوي المدنيين في أوهارا، بحجة أنه يمكن لعالم آثار أن يكون بينهم فلا يجب السماح لأحد بالفرار، في رأيه الأفراد، حتى الأبرياء منهم، يجب عليهم التضحية إذا كان الأمر يتعلق بسلامة عدد كبير من الناس، أي الفرد للكل، هذه الفلسفة وهذا المبدأ الذي يأخذه عن العدالة هو الأكثر قسوة من بين كل الأدميرالات، عدالته لا تحتمل لا شفقة ولا رحمة.

## علاقاته

### قوات البحرية
كأدميرال، وفضلًا عن كونه أدميرال الأسطول، فالكل في البحرية يكنون له الاحترام والتقدير وينادونه طوال الوقت بالأدميرال ساكازوكي. مع ذلك فمفهومه حول العدالة المطلقة جعلت كل من بجانبه يخافه ويخشاه، خاصة أوكيجي الذي وصفه بالمجنون، كما يمكن لأكاينو قتل أي أحد من البحرية الذي يتعارض مع معتقداته، (قد قتل جندي ترك منصبه بدعوى الخوف، وقد حاول ذلك أيضا مع كوبي). لم يُظهر الاحترام مطلقًا لمونكي دي جارب، على الرغم من عمر جارب، وكونه بطل البحرية والأسطورة، وهذا نظرًا لأنه صار من الجيل السابق، وعلاوة على أنه أب الثوري دراجون وجد القرصان لوفي، بدوره، جارب كاد يقتل أكاينو عندما حاول قتل آيس، لولا تدخل سينجوكو.

### القراصنة
أكاينو يكره القراصنة أكثر من أي شيء في العالم وهو مستعد لقتلهم جميعا واحدا تلو الآخر، وقد كان ينوي قتل مونكي دي لوفي وحاول ذلك وكاد أن يقتله لكن الضربة اصابت اخاه بورتغاس دي إيس ومات بسببها، وكذلك قاتل أكاينو ضد اللحية البيضاء حتى موت الأخير، وقد كان ينوي لو ان الحرب تستمر لكي يقتل جميع القراصنة لو لا تدخل الشعر الأحمر «شانكس» وإيقاف الحرب.

## قوته وقدراته
أكاينو، قادر على قيادة عدد كبير من قوات البحرية، والأهم من ذلك لديه القدرة على قيادة أسطول الباستر كول إلى أي جزيرة. يملك قوة رهيبة ومثانة جسمه، جسد قوي جدا، تحمل قدرة اللحية البيضاء، (حتى العمالقة سقطو إثر هذا الهجوم). يمتلك الهاكي، حين قام هو والأدميرالين بعكس الصدمة التي أرسلها اللحية البيضاء. يمتلك كذلك فاكهة الشيطان من نوع لوغيا، وهي الحمم البركانية، وأسمها هي ماغو ماغو نومي. وكما نعلم لا يمكن لأحد إصابته إلا مستعملي الهاكي، يمكن لأكاينو التحرك بسرعة فائقة بقذف نفسه كأنه انفجار بركاني، قدرته طبعا أقوى بكثير من قدرة آيس، النيران، فقد هزمها بكل السهولة عندما تقاتلا، فقد تضرر إيس من هجومه رغم امتلاكه لدفاع فاكهة لوغيا.

### فاكهة الشيطان
أكاينو أكل فاكهة الشيطان ماغو ماغو نومي والتي تعني الماغما وهي الحمم القابعة أسفل البركان وهي من نوع اللوجيا، ذكر في فيفر كارد أكاينو أنها أقوى فاكهة هجومية، ماغما أكاينو كافية لإذابة جليد أوكيجي في رمشة عين، (وكذا تبخير البحر)، تخرج من جسده حرارة تذيب أسلحة الخصم، كيفما كانت، فاكهة أكاينو هي أكثر شرًا وفتكًا من فاكهة ميرا ميرا نو مي. هجوماته أسقطت إيفا وجينبي بسهولة، وصرفًا عن فاكهة الشيطان، أكاينو قوي جدًا، وقدرة فاكهته كانت ناجعة أمام قدرة ماركو الأسطورية، طائر العنقاء.

### الهاكي
جميع الأدميرالات يمتلكون هاكي التصلب، وبما في ذلك أكاينو وقد استخدمه مع بقية الأدميرالات (اوكيجي وكيزارو) لصد الصدمة التي أرسلها إدوارد نيوجيت لتدمير منصة الإعدام.

### تقنياته
- دايفونكا:و هي ثوران بركاني ضخم، وهي قبضة بركانمية ضخمة جدًا
- ريوزي كازان: هي النيازك البركانية، قبضات بركانية عملاقة، تتطاير في السماء كأنها نيازك
- مايغو: كلب الجحيم، مثل قدرة دايفونكا، إلا أنها أكثر قوة، فقد حطمت نصف وجه اللحية البيضاء.

## معاركه
- أكاينو وأوكيجي وكيزارو ضد مونكي دي لوفي: فوز أكاينو، أوكيجي وكيزارو
- اكاينو ضد اللحية البيضاء: تعادل يليه فوز أكاينو
- أكاينو ضد بورتغاس دي إيس: فوز أكاينو
- أكاينو ضد كوريال: فوز أكاينو
- أكاينو ضد جينبي: فوز أكاينو
- أكاينو ضد ماركو وفيستا: فوز أكاينو
- أكاينو ضد ماركو (بعد قتله لإيس): فوز أكاينو
- أكاينو ضد اللحية البيضاء (بعد قتله لإيس): فوز اللحية البيضاء فوز ساحق رغم تلقيه لأضرار خطيرة
- أكاينو ضد إيفانكوف وإينازوما: فوز أكاينو بسهولة
- أكاينو ضد جينبي (بعد محاولة تهريب لوفي): فوز أكاينو بسهولة وتسبيب تشويه في صدر لوفي
- أكاينو ضد كروكودايل: لم تكن معركة لكن قام كروكودايل بمهاجمة أكاينو من الخلف واسقطه
- أكاينو ضد كروكودايل وقادة قراصنة اللحية البيضاء (بدون جوزو): أكاينو قتل أحد قراصنة اللحية البيضاء وتدخل كوبي بيأس.
- أكاينو ضد أوكيجي (لم تظهر): فوز أكاينو بصعوبة شديدة جدًا (بعد أن دام القتال عشرة أيام في جزيرة بانك هازارد وهذا ما سبب حرق نصفها وتجمد نصفها)